# Плішивецька сільська рада
Плішивецька сільська рада — колишній орган місцевого самоврядування у Гадяцькому районі Полтавської області з центром у селі Плішивець.

## Історія
Утворення рішенням Полтавської обласної ради від 10 травня 1990 року виділенням з Книшівської сільської ради. 

## Населені пункти
Сільраді були підпорядковані населені пункти:
- c. Плішивець
- с. Бакути
- с. Тимофіївка